# Miquel Dalmau
Miquel Dalmau (Sinéu, 1940-Lluchmayor, 28 o 29 de abril de 2010) fue un médico y empresario español, presidente del Real Mallorca entre 1992 y 1995. Su cadáver fue encontrado en el interior de su coche, en un precipicio de la zona costera mallorquina de cabo Blanco, en el municipio de Lluchmayor, el 30 de abril de 2010.